# قائمة رؤساء سيشل
تحتوي هذه الصفحة على قائمة رؤساء سيشل .

## رؤساء سيشيل (1976 إلى الوقت الحاضر)
| التسلسل | صورة             | اسم (ولد–توفي)                | انتخب                         | مدة المنصب     | مدة المنصب     | مدة المنصب        | الانتماء السياسي                           | الانتماء السياسي |
| التسلسل | صورة             | اسم (ولد–توفي)                | انتخب                         | بداية الفترة   | نهاية الفترة   | المدة             | الانتماء السياسي                           | الانتماء السياسي |
| ------- | ---------------- | ----------------------------- | ----------------------------- | -------------- | -------------- | ----------------- | ------------------------------------------ | ---------------- |
| 1       |                  | السير جيمس مونشو (1939–2017)  | -                             | 29 يونيو 1976  | 5 يونيو 1977   | 341 أيام          | الحزب الديمقراطي السيشلي                   |                  |
| 2       |                  | فرانس-ألبير رينيه (1935–2019) | 1979 1984 1989 1993 1998 2001 | 5 يونيو 1977   | 14 يوليو 2004  | 27 سنوات و39 أيام | الجبهة التقدمية الشعبية في سيشل            |                  |
| 3       |                  | جيمس ميشيل (ولد 1944)         | 2006 2011 2015                | 14 يوليو 2004  | 16 أكتوبر 2016 | 12 سنوات و94 أيام | الجبهة التقدمية الشعبية في سيشل (حتى 2009) |                  |
| 3       | حزب الشعب        | جيمس ميشيل (ولد 1944)         | 2006 2011 2015                | 14 يوليو 2004  | 16 أكتوبر 2016 | 12 سنوات و94 أيام |                                            |                  |
| 4       |                  | داني فوري (ولد 1962)          | -                             | 16 أكتوبر 2016 | 26 أكتوبر 2020 | 4 سنوات و10 أيام  | حزب الشعب (حتى 2018)                       |                  |
| 4       | حزب سيشل المتحدة | داني فوري (ولد 1962)          | -                             | 16 أكتوبر 2016 | 26 أكتوبر 2020 | 4 سنوات و10 أيام  |                                            |                  |
| 5       |                  | ويفيل رامكالوان (ولد 1961)    | 2020                          | 26 أكتوبر 2020 | حتى الآن       | 4 سنوات و269 أيام | التحالف الديمقراطي السيشلي / الاتحاد       |                  |

ملاحظات
1. ↑  عُزلَ في انقلاب سيشل 1977.
2. ↑  استقالة.

## روابط خارجية
- دول العالم - سيشل